# Magnum Opus (album)
Magnum Opus è l'ottavo studio album del guitar hero svedese Yngwie Malmsteen, pubblicato il 17 ottobre 1995.

## Tracce
1. Vengeance – 4:49 (Malmsteen, Vescera)
2. No Love Lost – 3:07 (Malmsteen, Vescera)
3. Tomorrow's Gone – 5:20 (Malmsteen, Vescera)
4. The Only One – 4:01 (Malmsteen, Vescera)
5. I'd Die Without You – 5:49 (Malmsteen)
6. Overture 1622 – 2:41 (Malmsteen)
7. Voodoo – 6:19 (Malmsteen)
8. Cross the Line – 3:32 (Malmsteen, Vescera)
9. Time Will Tell – 5:09 (Malmsteen, Vescera)
10. Fire in the Sky – 4:57 (Malmsteen)
11. Amberdawn – 4:25 (Malmsteen)

Traccia bonus dell'edizione giapponese
1. Cantabile (strumentale) – 2:03 (musica: Antonio Vivaldi)

## Formazione
- Yngwie J. Malmsteen - chitarra, sitar
- Mike Vescera - voce
- Mats Olausson - tastiere
- Shane Gaalaas - batteria
- Barry Sparks - basso